# Lampenmaakstertje

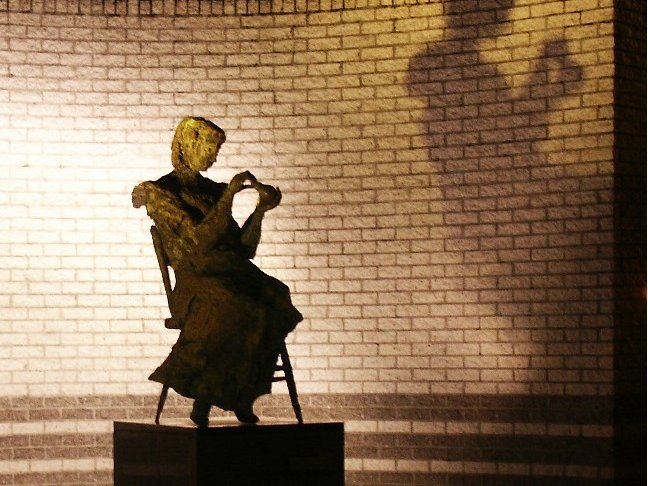
Het Lampenmaakstertje

Het Lampenmaakstertje is een openbaar kunstwerk in Eindhoven.
Het Lampenmaakstertje stond lange tijd bij de ingang van het Philips Lighting hoofdkantoor aan de Mathildelaan op de hoek van de Emmasingel, voor de Lichttoren. Het kunstwerk heeft eerder gestaan voor het oude Philips hoofdkantoor, de bruine heer ofwel het laagbouw-gedeelte van de Admirant. Het is ontworpen door de kunstenares Jos van Riemsdijk. De  uitvoering is van Bronsgieterij Stijlaart in Tiel. Het werk is van 1966 en draagt het opschrift: 1891-1966 van de gepensioneerden; Philips' gepensioneerden hebben dit beeld aan Philips aangeboden. Het Lampenmaakstertje staat symbool voor alle vrouwen die vroeger in de Philipsfabrieken hebben gewerkt. Het ging dan vooral om nog jonge meisjes die met hun kleine, smalle vingers in staat waren de binnenkant van de lampen te bewerken.
Het beeld is inmiddels verplaatst naar de ingang van het Philips Museum in de oude fabriek aan de Emmasingel.  
Hier hoort u een liedje dat DE MEISJES VAN "DE LAMP" zongen (voor WOII). Hier gezongen door 'n dochter (van 87 jaar) 

De meisjes van de lamp
die dragen tasjes aan de hand
waarom hebben ze dat gedaan ?
omdat ze met niets anders
over de straat durven gaan.   

## Galerij

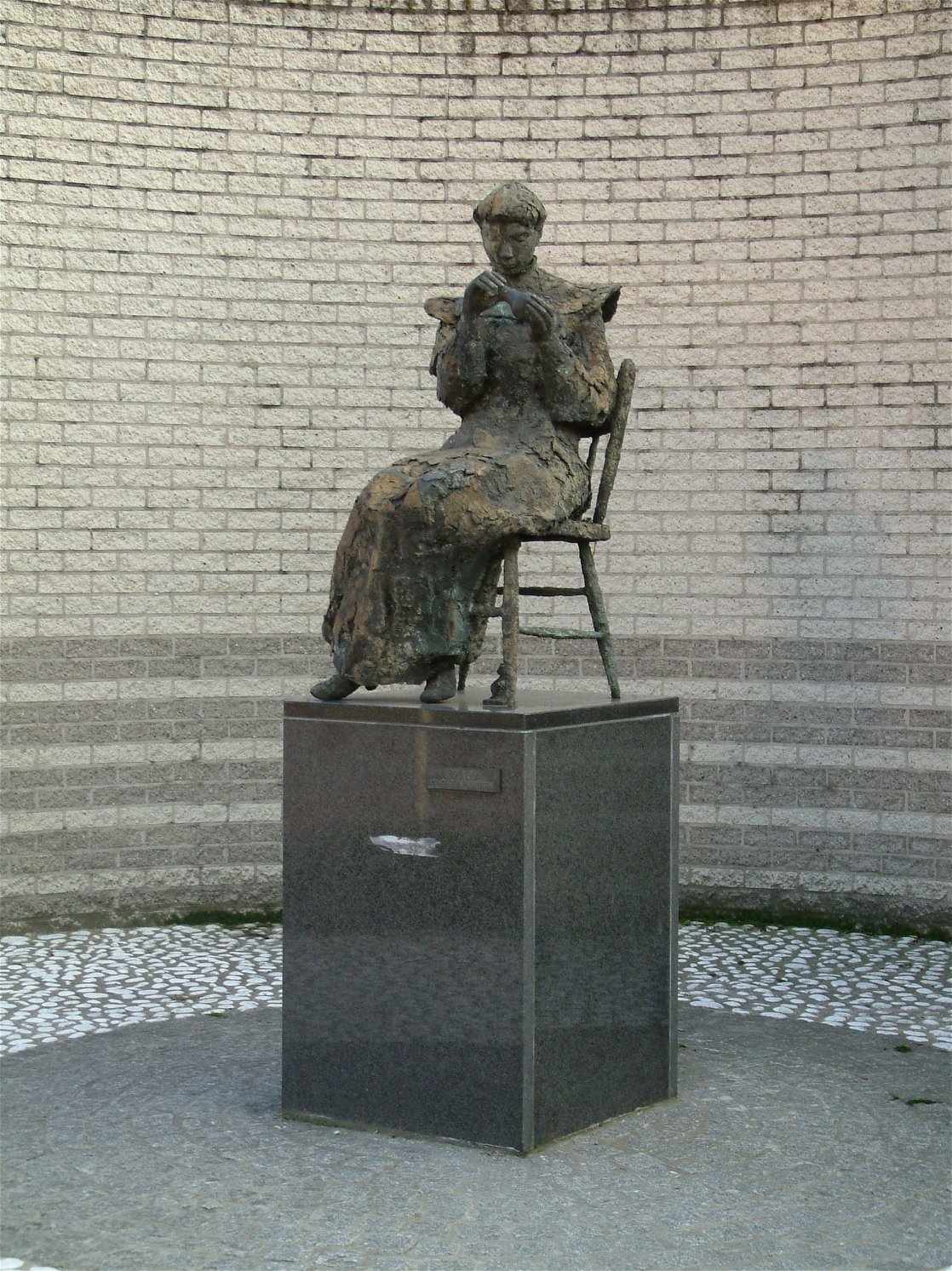
Het Lampenmaakstertje
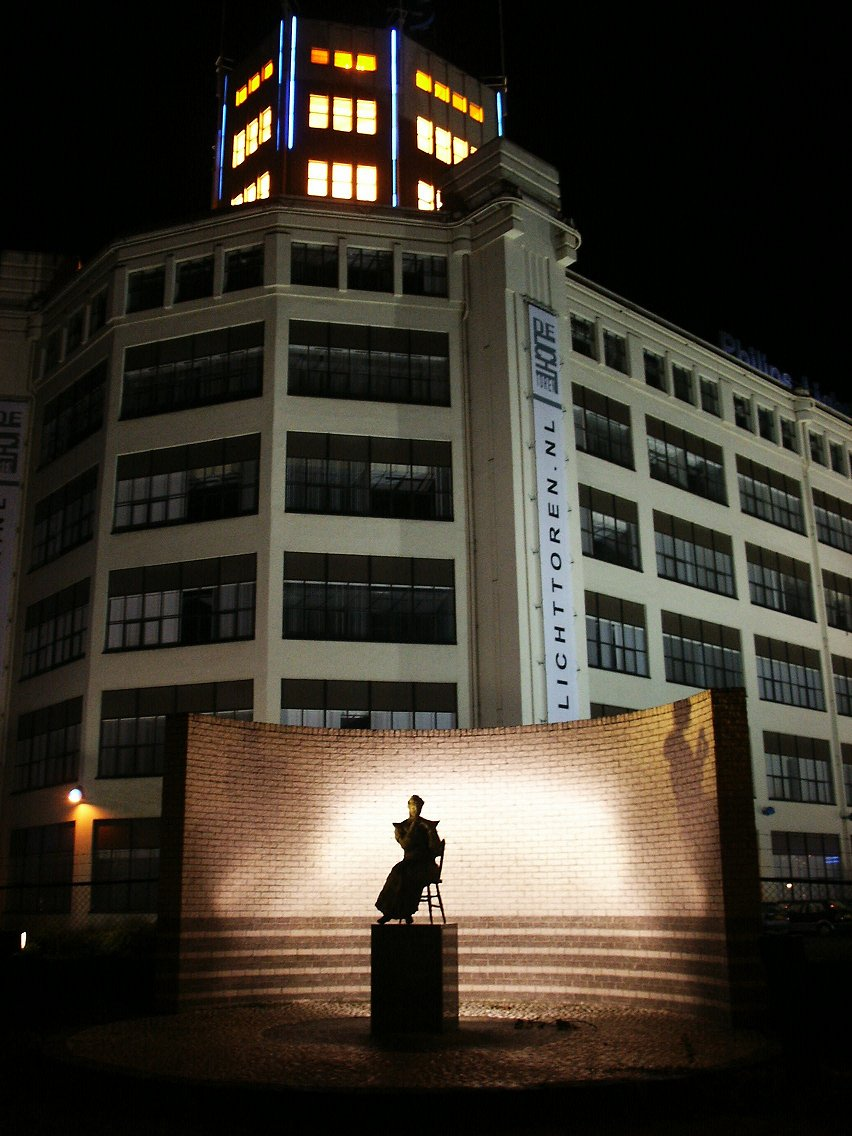
Het Lampenmaakstertje voor de Lichttoren.